# Азаваг

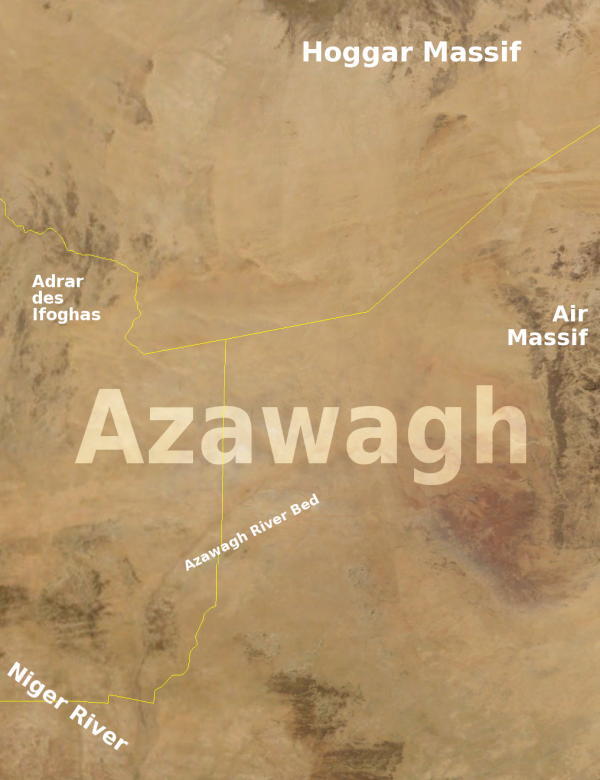
Вид на бассейн Авазага и соседние географические структуры из космоса. Жёлтыми линиями отмечены границы между странами региона.

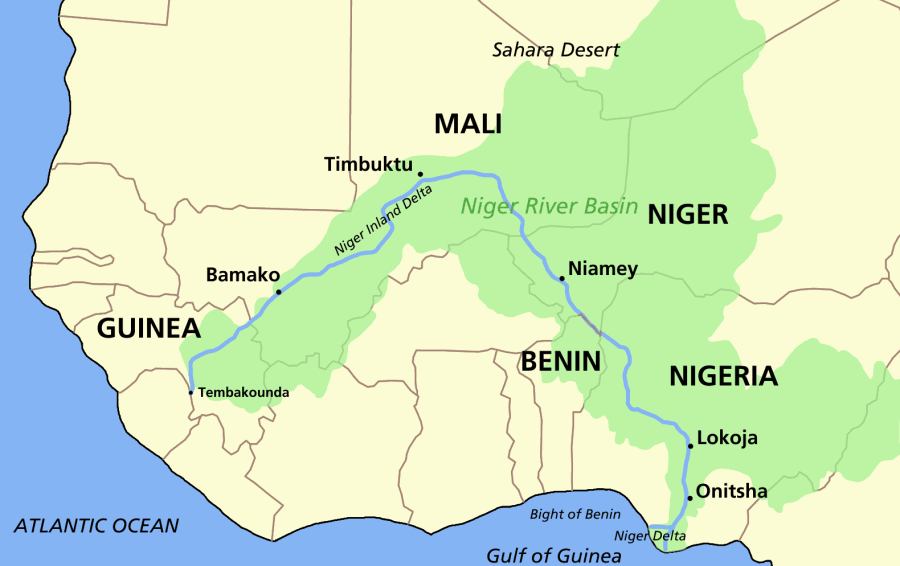
Азаваг формирует северо-восточную часть бассейна Нигера, в настоящее время пересохшую и питаемую лишь сезонными подземными реками.

Азаваг (также Азауаг или Азавак) — сухая котловина в Африке, включающая территорию северо-западного Нигера, а также части северо-восточного Мали и южного Алжира Азаваг в основном состоит из равнин Сахеля и Сахары. Населён преимущественно туарегами, с несколькими арабоязычными меньшинствами, бузу, водабе и недавним притоком народов хауса и джерма.

## Название
Слово «азаваг» у туарегов означает «саванна». Азавад, термин, используемый для обозначения части северной части Мали, на которую претендует повстанческое движение туарегов Национальное движение за освобождение Азавада, считается арабским искажением слова «Азаваг».

## География
Азаваг является сухой котловиной, которая ранее включала северные притоки реки Нигер и реки Азаваг, известной в южных регионах как Даллол Босо. Река, которая в доисторические времена протекала здесь около 1 600 км, высохла после неолита и образовала бассейн площадью около 420 000 км². Бывшая речная долина, называемая в геологии впадиной Иуллеммеден, граничит с горами Ахаггар и их предгорьями на севере, плоскогорьями Аир на востоке и Адрар-Ифорас на западе. Коренная порода региона — известняк и глина мелового и палеоценового периодов, которые в верхнем плейстоцене были разрезаны эрозией и покрыты эоловым песками.
С экологической точки зрения бассейн Азавага делится с севера на юг на Сахарскую, Сахельскую и Северную Суданскую зоны.

## История
Заселение Азавага человеком датируется 4500 годом до н. э., скотоводство появилось ок. 3200 года до н. э.. С этого периода и до примерно 1500 года до н. э. климат региона благоприятствовал такой крупной фауне, как водяной козёл, бегемоты и слоны.
Свидетельства обработки меди были найдены в Текебрине, датируемые 1600 годом до н. э.. Примерно в это время климатические условия ухудшились, и на место суданских народов в регион пришли берберы, культура которых отмечена их курганными захоронениями тумулусами.
Ислам достиг гор Западного Аира через юго-запад Ливии в VIII веке. В начале XX века в этот регион вторглись и колонизировали французы. После движения за независимость Алжира, Мали и Нигера и ухода колониальных французских властей регион был разделён между этими тремя странами.
В течение 1970-х — 1980-х годов серия засух вынудила всё большее количество кочевого населения региона перебираться в деревни и города. Засуха также вызвала восстание среди туарегов региона, когда такие группы, как Фронт освобождения Аира и Азауака и Фронт освобождения Тамуста, восстали против правительства Нигерии, в то время как Арабский исламский фронт Азавада, Народное движение за освобождение Азавада, Революционная освободительная армия Азавада и Народный фронт освобождения Азавада выступили против правительства Мали.

## Население
В этом районе преобладают туареги, а также некоторые кочевые племена арабского происхождения, в том числе носители языка хассания. Азаваг является центром Федерации Ивеллемеден-Кел-Деннег. В регионе также проживает кочевое население водабе, фульбе и значительное меньшинство бузу, ранее принадлежавшее к касте рабов туарегов. В последние годы в регионе появилось население из народов хауса и джерма, в основном в качестве государственных чиновников и торговцев.
Несмотря на большую территорию региона, в нигерийской части Азавага в 2003 году проживало всего 85 тыс. человек.